# کوشی، کوماموتو
کوشی در استان کوماموتو در کشور ژاپن واقع شده‌است  که دارای جمعیت ۵۳٬۴۹۰ نفر و مساحت ۵۳٫۱۷ کیلومتر مربع با تراکم جمعیت ۱٬۰۰۶  نفر در کیلومترمربع است و در تاریخ ۲۷ فوریه ۲۰۰۶ به عنوان شهر شناخته شد.